# Cratere Basan
Basan è un cratere sulla superficie di Giapeto.